# Брахбах
Брахбах (њем. Brachbach) општина је у њемачкој савезној држави Рајна-Палатинат. Једно је од 119 општинских средишта округа Алтенкирхен (Вестервалд). Према процјени из 2010. у општини је живјело 2.409 становника. Посједује регионалну шифру (AGS) 7132012.

## Географски и демографски подаци
Брахбах се налази у савезној држави Рајна-Палатинат у округу Алтенкирхен (Вестервалд). Општина се налази на надморској висини од 267 метара. Површина општине износи 6,4 km². У самом мјесту је, према процјени из 2010. године, живјело 2.409 становника. Просјечна густина становништва износи 379 становника/km².

## Међународна сарадња
| Мјесто | Држава    | Врста сарадње | Од    |
| ------ | --------- | ------------- | ----- |
|        | Француска | партнерство   | 1987. |
| Извор  |           |               |       |